# Сима-де-ла-Корниса
Сима-де-ла-Корниса (Sima de la Cornisa) — пещерная система, вторая по глубине в Испании, провинция Леон, горный массив Пикос-де-Эуропа.

## Описание
Система образована соединением двух пещер, собственно Сима-де-ла-Корниса и про́пасти Магали (Torca Magali). Вход в первую расположен на северо-восток от вершины Паланка на высоте 2539 м, а вход в Магали — на юго-западном склоне горы, на высоте 2330 м.
Пещера заложена в известняках каменноугольного периода возрастом приблизительно 315 млн лет, имеющих мощность свыше 2000 м.

## История исследований
Пещера открыта в 1988 году в совместной экспедиции двух французских спелеоклубов GERSOP (Groupe d’Etudes et de Recherches Spéliologiques de l’Ouest Parisien) и SCAI (Spéléoclub Aixos Indépendants), среди множества других пещер массива. Вход был отмечен маркой HG.43, а пещера получила название Сима-де-ла-Корниса из-за сложных подходов ко входу по нависающему карнизу, с необходимостью страховки за перила общей протяжённостью около 400 метров. Пещера была пройдена до глубины −175 м, до локального сужения. В 1989 году исследования продолжились, спелеологи достигли зала Ла-Ривьер-де-Пьер (Каменная Река) на глубине −437 м, остановившись на верху глубокого 60 м колодца. Спускаться в него не стали из-за крайней неустойчивости завала, образующего дно зала и заход в колодец. Внимание спелеологов переключилось на другие пещеры, возникла продолжительная пауза в исследовании.
Исследования были продолжены лишь после 2000 года уже испанскими спелеологами. В 2001 году им удалось найти параллельный ствол (колодец Посо-Кландестино, −175 м), в следующем году он был пройден, внизу обнаружена серия параллельных колодцев, исследователям удалось отыскать путь в глубину через большой колодец Посо-Хавьер-Ортола (P-145). Исследование было остановлено на отметке −610 м в узком меандре Meandro del Ultimo Dfa №1 («Меандр последнего дня №1»). В 2003 году меандр был пройден, спелеологи вышли в Сала-Негра (Чёрный зал), достигнув глубины −710 м, однако дальше пути не было. Был совершён ряд восхождений на разных участках пещеры, наконец с глубины −550 м удалось отыскать проход в «Меандр последнего дня №2» с явной тягой воздуха и выйти к новому колодцу.
В 2004 первопрохождение пещеры продолжилось, через большой колодец Посо-Небулосо (P-130) команда достигла глубины −1145 м, однако тут сечение ходов резко уменьшалось. Пришлось вернуться в поисках продолжения на глубину −760 м, где была сильная тяга воздуха, и сделать траверс в сторону. Оборудован подземный базовый лагерь на глубине −710 м рядом с меандром Lo que el viento se llevó ("Унесённые ветром"). В 2005 году в боковой ветке вновь удаётся преодолеть отметку глубины в 1000 метров, и на глубине −1180 м была обнаружена записка команды спелеологов из Леона, исследующих пещеру Торка-Магали, то есть, пещеры соединились.
В 2006 году спелеологи достигли сифона на глубине 1330 м. Однако, вернувшись на глубину −900 м открыли новую ветку и в третий раз преодолели отметку глубины 1000 м, в которой сперва достигли глубины −1155 м, а в следующей экспедиции осенью того же года, зайдя через более удобный вход Магали, −1285 м в галерее Barro Seco ("Сухая глина"). В 2007 году пещера продолжилась серией колодцев и меандров, вывела в коллектор, и закончилась сифоном на глубине −1507 м. Некоторые источники указывают на топосъёмке глубину −1509 м.